# Phyllonorycter kusdasi
Phyllonorycter kusdasi is een vlinder uit de familie mineermotten (Gracillariidae). De wetenschappelijke naam is voor het eerst geldig gepubliceerd in 1970 door Deschka.
De soort komt voor in Europa.